# Liste der österreichischen Botschafter in Syrien
Die österreichische Botschaft befindet sich im Immeuble Sabri Malik in Damaskus. Damaskus wurde bis 1850 durch ein Vizekonsulat, das dem Generalkonsulat in Kairo unterstand, betreut.
Bartholomäus von Stürmer war von 1834 bis 1850 k.k. Internuntius in Konstantinopel. Nach der Rückkehr der Provinz Syrien unter die volle Souveränität von Abdülmecid I. schlug er in einem Schreiben vom 21. April 1841 an Klemens Wenzel Lothar von Metternich vor, ein Generalkonsulat in Damaskus zu errichten.
Damaskus wurde bis 1931 durch ein Vizekonsulat, das dem Generalkonsulat in Beirut unterstand, betreut. Die Syrische Republik im Völkerbundmandat für Syrien und Libanon führte zu einer Aufwertung zum Honorarkonsulat.
Von 1955 bis 1978 war der Botschafter in Beirut regelmäßig auch bei der Regierung in Damaskus akkreditiert. 1978 wurde eine Botschaft in Damaskus eröffnet.

## Missionschefs

### Konsuln
| Ernannt / Akkreditiert | Name             | Bemerkungen | ernannt während der Regierung von | akkreditiert während der Regierung | Posten verlassen |
| ---------------------- | ---------------- | --- | --------------------------------- | ---------------------------------- | ---------------- |
| 1836                   | Caspar Merlato   | Caspar Merlato genannt Giovanni (* 1798; † 1882), italienischer Kapitän der Handelsflotte, Honorarkonsul unter Generalkonsul in Kairo 1838–1847: Anton von Laurin (* 1790 in Vipava; † 1869). Damaskusaffäre | Ferdinand I.                      | Mahmud II.                         | 1841             |
| 1847                   | unbesetzt        | | Ferdinand I.                      | Abdülmecid I.                      |                  |
| 18. Juli 1850          | Georg Pfäffinger | Konsul in Damaskus und Triest, bayrischer Untertan | Franz Joseph I.                   | Abdülmecid I.                      |                  |
| 8. Mai 1870            | Johann Bertrand  | Johann ab 1875 Jean Bertrand | Franz Joseph I.                   | Abdülaziz                          | 1895             |
| 1912                   | Carl Ranzi       | Jur. Dr., k. u. k. Vizekonsul in Shkodra und später k.u.k. Konsul in Ioannina 1903–1907 Konsul in Valona | Franz Joseph I.                   | Mehmed V.                          | 1918             |
| 1929                   | Ernst Gutmann    | (* 13. Dezember 1895) Kaufmann, Honorarvizekonsul | Johann Schober                    | Tadsch ad-Din al-Hasani            | 1931             |
| 1931                   | Ernst Gutmann    | Honorarkonsul | Otto Ender                        | Tadsch ad-Din al-Hasani            | März 1938        |

### Botschafter
Botschafter waren:
| Ernannt / Akkreditiert | Name                         | Bemerkungen | ernannt während der Regierung von | akkreditiert während der Regierung | Posten verlassen |
| ---------------------- | ---------------------------- | --- | --------------------------------- | ---------------------------------- | ---------------- |
| 1955                   | Kurt Farbowsky               | Amtssitz in Beirut                                                                                               | Julius Raab                       | Schukri al-Quwatli                 | 1959             |
| 1977                   | Georg Mautner-Markhof Junior | (* 14. Oktober 1946 in Salzburg) Geschäftsträger Sohn von Georg Mautner Markhof Eröffnung der Botschaft Damaskus | Bruno Kreisky                     | Hafiz al-Assad                     | 1978             |
| 1983                   | Herbert Grubmayr             | | Fred Sinowatz                     | Hafiz al-Assad                     | 1985             |
| 1986                   | Josef Magerl                 | | Fred Sinowatz                     | Hafiz al-Assad                     | 1988             |
| 1994                   | Robert Karas                 | | Franz Vranitzky                   | Hafiz al-Assad                     | 1996             |
| 2000                   | Michael Linhart              | gleichzeitig persönlicher Berater des Bundeskanzlers in außenpolitischen Fragen                                  | Wolfgang Schüssel                 | Baschar al-Assad                   | 2003             |
| 2003                   | Karl Schramek                | 1996 Leiter des Internationalen Büros der SPÖ                                                                    | Wolfgang Schüssel                 | Baschar al-Assad                   | 10. Nov. 2008    |
| 10. Nov. 2008          | Maria Kunz                   | [ 7 ] | Werner Faymann                    | Baschar al-Assad                   |                  |
| 14. Feb. 2012          | Isabel Rauscher              | [ 8 ] | Werner Faymann                    | Baschar al-Assad                   | 2017             |
| Nov. 2017              | Hans-Peter Glanzer           | | Sebastian Kurz                    | Baschar al-Assad                   | 2021             |
| 24. Feb. 2021          | Peter Krois                  | [ 9 ] | Sebastian Kurz                    | Baschar al-Assad                   | 2024             |
| Nov. 2024              | Isabel Rauscher              | [ 10 ] | Karl Nehammer                     | Baschar al-Assad                   | März 2025        |
| März 2025              | Christoph Weidinger          | [ 11 ] [ 12 ] | Christian Stocker                 | Ahmed al-Scharaa                   |                  |